# Travers (krater)
För andra betydelser, se Travers.
Travers är en nedslagskrater på planeten Merkurius, med en diameter på ungefär 164 kilometer.
2018 uppkallades kratern efter författaren Pamela L. Travers.